# Вікрамадітья Сінґх
Вікрамадітья Сінґх (гінді राणा विक्रमादित्य सिंह; 1517 — 1536) — магарана князівства Мевар у 1531–1536 роках.

## Життєпис
Походив з династії Сесодія. Син Санграма Сінґха. Народився 1517 року. 1527 року помирає від поранень батько, а влад переходить до старшого брата Ратан Сінґх II. Після загибелі останнього 1531 року Вікрамадітья Сінґх стає новим магараною.
Продовжив боротьбу з гуджаратським султаном Бахадур-шахом, але 1532 року зазнав тяжкої поразки, внаслідок чого вимушен був визнати свою зверхність султанату та сплатити данину. 1535 року повстав проти Гуджарату, визнавши перед тим зверхність могольського падишаха Хумаюна. Але гуджаратське військо завдало раджпутам поразки і захопило столицю Читтор. Сам Вікрамадітья Сінґх відступив, з'єднавшись зрештою біля Мандасура з могольським військом. У новій битві бахадур-шах зазнав поразки і відступив.
1536 року магарану було повалено внаслідок заколоту знаті, невдоволеної його зверхністю та марнославством. За легендою приводом стала нанесена Вікрамадітьєю особиста образа старому раджи. За цим знать розкололася між прихильниками рідного і стриєчного брата останнього — Удай Сінґхом й Ванвір Сінґхом відповідно. Гору здобув Ванвір, який за цим наказав вбити колишнього правителя.